# Poleana, Krînîcikî
Poleana (în ucraineană Поляна) este un sat în comuna Andriivka din raionul Krînîcikî, regiunea Dnipropetrovsk, Ucraina.

## Demografie
Componența lingvistică a localității Poleana
     Ucraineană (94,83%)
     Rusă (5,17%)
Conform recensământului din 2001, majoritatea populației localității Poleana era vorbitoare de ucraineană (94,83%), existând în minoritate și vorbitori de rusă (5,17%).